# John Higgins (banda desenhada)
John Higgins é um autor inglês de banda desenhada.

## Obras
- Razorjack - criação, argumento e arte
- Watchmen - cor
- A Piada Mortal - cor
- Mundo sem Fim - arte